# Aphis pulegii
Aphis pulegii är en insektsart. Aphis pulegii ingår i släktet Aphis och familjen långrörsbladlöss. Inga underarter finns listade i Catalogue of Life.